# Geologisch-historisches Museum des Olymp

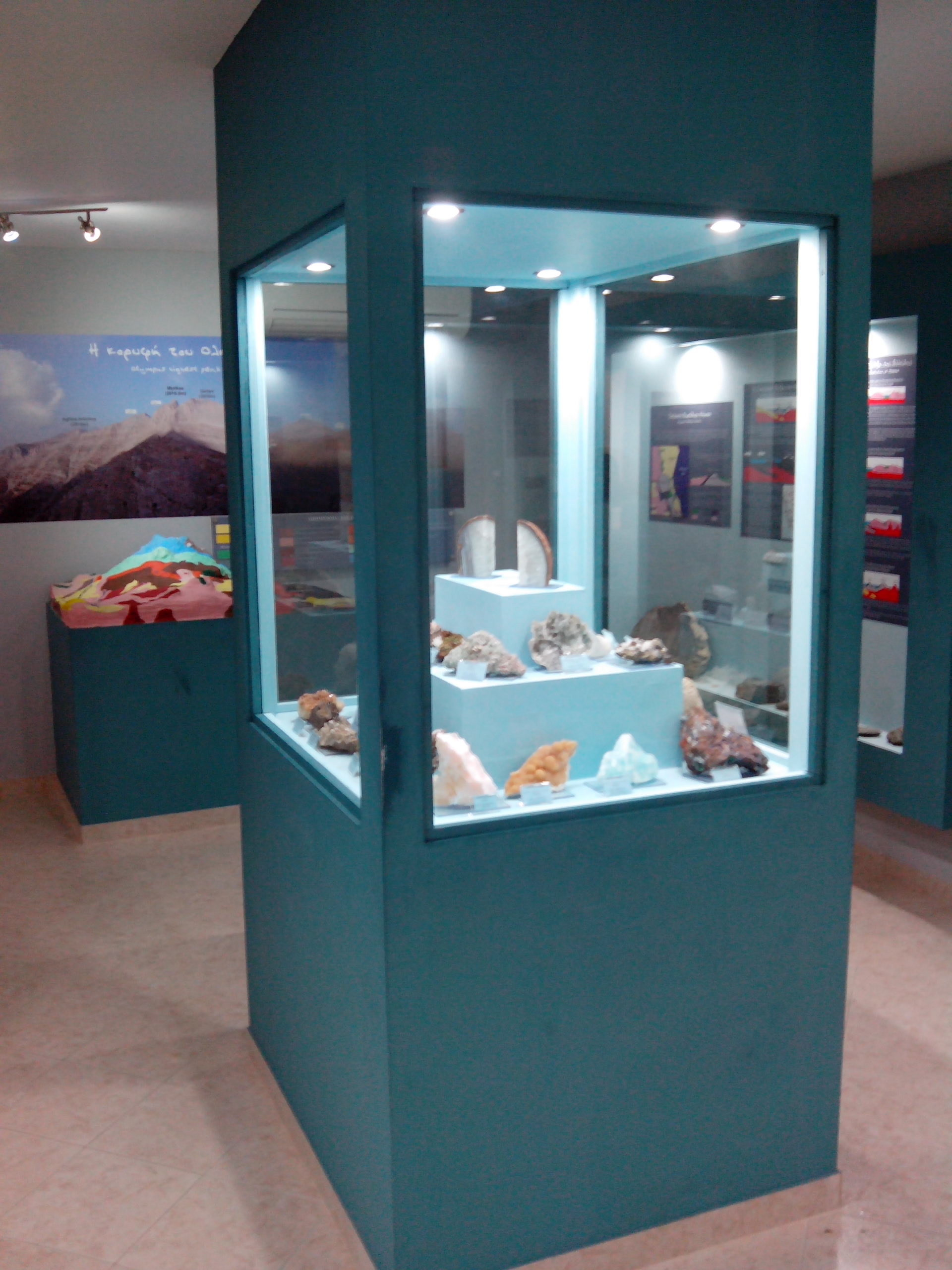
Blick in das Museum

Das Geologisch-historische Museum des Olymp (griechisch Μουσείο Γεολογικής Ιστορίας Ολύμπου Mousio Geologikis Istorias Olymbou) ist ein naturgeschichtliches geologisches Museum in der zentralmakedonischen Kleinstadt Leptokarya am Fuß des Olymp. Es präsentiert in mehreren Ausstellungsräumen Gesteine und Mineralien aus der Region und Versteinerungen vom Olymp und aus der näheren Umgebung. Es wurde mit Hilfe der geologischen Fakultät der Aristoteles-Universität, Thessaloniki eingerichtet.

## Aufbau des Museums
Während in den Unterrichtsräumen Exponate aus ganz Griechenland ausgestellt sind, ist ein separater Ausstellungsraum allein dem Olymp gewidmet. Die Geschichte der Entstehung des Gebirges wird gezeigt. Verschiedene Gesteinsarten und Versteinerungen sind ausgestellt. Deren Vorkommen bzw. Fundorte werden anhand eines Modells des Olymp dargestellt.

## Die Ausstellung

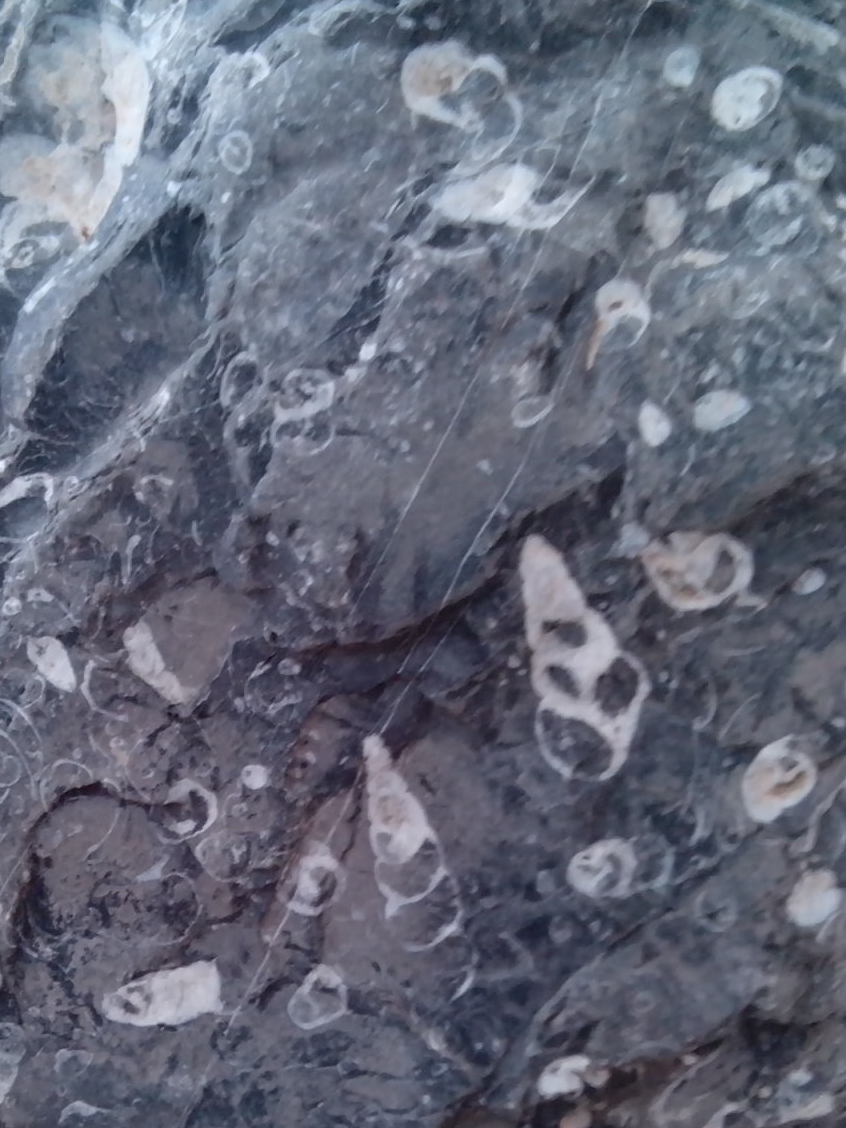
Versteinerte Muscheln

Mit Hilfe von Schautafeln wird die geologische Entwicklung Griechenlands erläutert. Anhand eines Models des Olymp wird die Verteilung der verschiedenen Gesteinsarten des Gebirges und deren Entstehungsepoche gezeigt. Alle bekannten, im Olymp vorkommenden Gesteinsarten, werden in Vitrinen ausgestellt.
Durch die Verschiebung der Kontinentalplatten wird der Olymp noch immer um ein bis vier Millimeter pro Jahr in die Höhe gedrückt. Dieser Prozess dauert seit Millionen von Jahren an. So kommt es, dass sich in einer Höhenlage von rund 1000 bis 1500 Metern versteinerte Meerestiere befinden. Ein bisher einzigartiger Fund war ein Ammonit, der in rund 1100 Metern Höhe gefunden wurde. Andere Zeugen, dass Teile des Berges früher unter dem Meeresspiegel lagen, sind Kalksteine, die von Miesmuscheln (Litophagae) angebohrt wurden oder Kalksteine, die versteinerte Meereswürmer einschließen.
Beim Olymp handelt es sich um ein sogenanntes Tektonisches Fenster. Das bedeutet, dass Erosion und Verwerfungen alte Gesteinsschichten freigelegt haben, die normalerweise verborgen wären. Dieser Umstand sorgt dafür, dass Geologen aus aller Welt zu Forschungszwecken zum Olymp reisen.
Weitere Tafeln erklären, dass der Olymp seine heutige Form erst nach der Würm-Eiszeit bekam. Als sich das Eis zurückzog, wurden Massen von Geröll mitbewegt. Dieser Vorgang formte die Landschaft und beeinflusste die Form mancher Steine. Sie sind an der Oberseite rund und an der Unterseite abgeflacht.
Eine Vitrine widmet sich dem Thema Versteinerung. Ausgestellt sind versteinerte Pflanzen und Tiere.
Bisher wurden erst wenige, kleinere, Höhlen entdeckt. Einige davon sind mit Eis gefüllt, das nicht einmal im Sommer schmilzt.

## Kooperation
Das private Museum kooperiert seit 2013 mit der Aristoteles-Universität Thessaloniki. In zwei Unterrichtsräumen werden regelmäßig Schulklassen über die Geologie des Olymp unterrichtet.
Im Sommer zieht das Museum vor allem serbische und russische Touristen an.
Es besteht die Möglichkeit zu astronomischen Beobachtungen.